# Dunkleosteus raveri
A Dunkleosteus raveri a Placodermi osztályának Arthrodira rendjébe, ezen belül a Dunkleosteidae családjába tartozó faj.

## Tudnivalók
A Dunkleosteus raveri a Famenni korszakban élt, ott ahol a mai Ohio állam fekszik. Az egyetlen maradványa, amely egy koponyából áll, az ohioi Huron Shale lelőhelynél került elő. A koponyából kiindulva, a Dunkleosteus raveri körülbelül 1 méter hosszú lehetett, és fejéhez képest nagy szemekkel rendelkezett. Mivel abban a rétegben találták meg, amely a Dunkleosteus terrelli rétege alatt van, meglehet, hogy a D. raveri a D. terrelli őse lehetett. Az állat mai neve, az ohioi Wakeman településből származó Clarence Raver tiszteletére van adva, aki felfedezte a holotípust.

## Fordítás
- Ez a szócikk részben vagy egészben  a   Dunkleosteus című angol Wikipédia-szócikk ezen változatának fordításán alapul.  Az eredeti cikk szerkesztőit annak laptörténete sorolja fel. Ez a jelzés csupán a megfogalmazás eredetét és a szerzői jogokat jelzi, nem szolgál a cikkben szereplő információk forrásmegjelöléseként.